# Fallout of Nevada
Fallout: Nevada — компьютерная ролевая игра по игровому миру Fallout. Игра создавалась поклонниками оригинальной игры на движке Fallout 2. Игра является модификацией оригинала и использует игровой мир, часть типовой графики и игровой движок Fallout 2. Действия игры разворачиваются в Неваде в 2140 году, через 63 года после Великой Войны, уничтожившей цивилизацию, примерно за 21 год до событий оригинальной игры. Такое смещение по времени накладывает свой отпечаток: анархия и хаос в Пустоши творятся повсюду в намного больших масштабах, а бумажных денег ещё хватает для того чтобы они были основной меновой валютой. В центре внимания оказывается будущий Город-Убежище, пока ещё Убежище 8 — бункер с несколькими наземными постройками. Героя игры находят с амнезией неподалеку от бункера и, недолго думая, отправляют на поиски украденной из бункера аппаратуры.

## Сюжет
Спустя 63 года после Великой Войны, уничтожившей почти все живое на Земле, жители убежища № 8 пытаются наладить свою жизнь, построив Город Убежища. Однако суровая Пустошь угрожает городу хищниками-мутантами и бандитами. Начальник охраны требует от главного героя найти специальную систему, именуемую SoS (Комплект Наружной Безопасности), которая могла бы запустить систему охранных турелей. Главный герой отправляется на поиски. В процессе игры постепенно раскрывается истинное назначение его миссии.
История формируется вокруг тайны убежища № 8, о которой знали лишь единицы в городе, оно было… правительственной базой клонирования. Клонов разводили для поддержания после войны жизнеспособности и долгой жизни высоких правительственных и военных чинов. Методы циничны — донорство. Перевозкой «живого товара» занимался особый человек по кличке Джокер, известный также как Собиратель Душ. Эта таинственная личность станет главной угрозой, с которой главному герою придется столкнуться в конце игры, а конечной целью миссии станет освобождение города от гнёта донорства.

## Разработка
- Первые «наброски» были выполнены ещё в 2008 году, но формально планомерная разработка началась летом в 2009 году;
- В начале 2010 года появилось первое неофициальное упоминание о проекте на форуме «Энциклопедии Fallout»;
- Летом 2010 был открыт сайт проекта, что тут же анонсировали на сайте «Энциклопедии Fallout» и далее на других фанатских сайтах.
- 12 октября 2010 вышла техническая демоверсия игры;
- Осенью 2010 к разработке подключился Алексей Трофимов, создавший саундтрек к проекту. Далее постепенно к разработке стали приобщаться и другие участники;
- В мае 2011 игра выпущена в версии 0.99a, вскоре появился официальный форум проекта. В течение трёх ближайших месяцев вышли патч и несколько фиксов для исправления и коррекции игры. Срок выхода финальной версии не объявлен.
- 25 февраля 2012 вышла версия проекта 0.99b, значительно переработанная и дополненная.
- 14 августа 2014 вышла предфинальная версия 0.99c. Не афишировалась на сайте, публично не выкладывалась.
- 10 марта 2015 выпущена версия 1.00 с поддержкой современных разрешений[2][неавторитетный источник].

Почти всю работу по созданию проекта проделал один человек — дизайнер из Барнаула (Алтайский край, РФ) Александр Пошелюжин. Однако помощь остальных участников также являлась значимой и полезной. Как писал сам автор на форуме, «…помощь остальных нельзя недооценивать. Редакторы два месяца фильтровали тексты. Представьте, сколько они взяли на себя труда (а это около 1,4 Мб, что сопоставимо с ФО1)…». На форуме также неоднократно возникали благодарности от игроков за атмосферное музыкальное сопровождение, созданное Алексеем Трофимовым.
Данная команда возникла не сразу, часть участников приобщилась к процессу после выпуска первой версии проекта (0.99a). Команда не имеет своего названия, как это принято в модостроительстве, поэтому в целом принято обозначать разработчиков как «FoN & Nobody’s Nail Machine», то есть происходит разграничение музыкального проекта Алексея Трофимова и собственно игрового проекта.

## Библия Невады
По аналогии с «Библией Fallout», составленной Крисом Авелоном, появилась и «Библия Невады», составителем которой стал руководитель проекта Fallout: Nevada. На текущий момент вышло пять выпусков. В них описано множество нетривиальной информации о разработке данной игры.